# 小美濃武芳
小美濃 武芳（おみの たけよし、1965年8月24日 - ）は、埼玉県出身の元プロ野球選手（投手）。

## 来歴・人物
東亜学園高では、1983年夏の甲子園西東京予選で準々決勝に進出するが、桜美林高に敗退。
1984年に高校卒業後東洋大学に進学。東都大学リーグでは4年時の1987年に、3年生保坂彰茂投手（新日鉄名古屋）との二本柱で秋季リーグの優勝に貢献、同季の最高殊勲選手に選ばれた。リーグ通算4勝3敗。大学同期には山下徳人がいる。
農協に就職が内定していたが、1987年のプロ野球ドラフト会議で中日ドラゴンズから4位指名を受け入団。しかし当時から右肘の故障に悩まされており、一軍での登板機会はなかった。2年目の1989年シーズンは二軍（ウエスタン・リーグ）で17試合に登板した後で、7月中旬からは登板機会がなく、同年11月23日に任意引退となった。
引退後は、練馬リトルシニア野球協会で監督を務め、2023年現在は理事を務めている。

## 詳細情報

### 年度別投手成績
- 一軍公式戦出場なし

### 背番号
- 27 （1988年 - 1989年）